# Kadumenasa, Krishnarajpet
Kadumenasa là một làng thuộc tehsil Krishnarajpet, huyện Mandya, bang Karnataka, Ấn Độ.